# Nomioides maculiventris
Nomioides maculiventris är en biart som först beskrevs av Cameron 1905.  Nomioides maculiventris ingår i släktet Nomioides och familjen vägbin. Inga underarter finns listade i Catalogue of Life.